# Галлис, Леонид Павлович
Леонид Павлович Галлис (1911—1977) — советский актёр театра и кино, народный артист РСФСР (1959).

## Биография
Леонид Галлис родился 29 декабря 1911 года (11 января 1912) в Бердянске.
В 1935 году окончил техникум при театре имени Всеволода Мейерхольда. После окончания техникума принят в труппу этого театра. С 1938 года Галлис стал актёром труппы Московского театра им. Ермоловой.
Работу в кино начал с фильма «Поезд идёт на восток».
Ушёл из жизни 19 августа 1977 года в Москве. Похоронен на Ваганьковском кладбище столицы (участок № 7) .

## Почетные звания и награды
- Заслуженный артист РСФСР (3 июня 1954)
- Народный артист РСФСР (10 апреля 1959)

## Творчество

### Роли в театре
- «Как вам это понравится» — Оливер[2]
- «Далеко от Сталинграда» А. Сурова — Красавин
- «Дачники» М. Горького — Басов
- «Невольницы» А. Н. Островского — Мулин
- «Европейская хроника» А. Арбузова — Хог
- «Бег» М. Булгакова — генерал Чарнота
- «Пролог» Штейна — Филимонов
- «Мольба о жизни» Деваля — Пьер Массубр
- «Чудак» Хикмета — Реджеб-Бей
- «Обоз второго разряда» Давурина — Фомин

### Фильмография
- 1947 — Поезд идёт на восток — Николай Петрович Лаврентьев
- 1953 — Алёша Птицын вырабатывает характер — эпизод
- 1954 — Мы с вами где-то встречались — Леонид Крюков, друг Максимова
- 1954 — Испытание верности — Андрей Петрович Калмыков
- 1954 — Аттестат зрелости — Дмитрий Николаевич, директор школы
- 1955 — Два капитана — Николай Антонович Татаринов
- 1956 — Приключения Артёмки — Степан — Кальвини
- 1956 — Призвание — Добрынин, отец Бори
- 1957 — Координаты неизвестны — Аким Иванович Крутов, помполит
- 1959 — Василий Суриков — отец Лили
- 1959 — Легенда о завещании мавра (мультфильм) — Педро Хиль (озвучивание)
- 1960 — Прощайте, голуби — отец Тани, дядя Коля
- 1961 — Явление Венеры — М. В. Ломоносов
- 1963 — Пока жив человек — Дмитрий Николаевич Кравцов
- 1964 — Сказка о Мальчише-Кибальчише — Главный буржуин
- 1964 — Гранатовый браслет — генерал Аносов
- 1964 — Три сестры — Фёдор Ильич Кулыгин
- 1967 — Железный поток — генерал Деникин
- 1969 — Цена — Уолтер Франк
- 1969 — Сюжет для небольшого рассказа — Гиляровский
- 1969 — Студент
- 1972 — Моя жизнь — инженер Должиков
- 1972 — Монолог — куратор
- 1972 — День за днём — Фролов
- 1974 — Второе дыхание
- 1974 — Дарю тебе жизнь — Байков
- 1975 — Дома вдовца